# Павлов Юхим Митрофанович
Павлов Юхим Митрофанович (17 січня 1915, Суздальский район — 14 серпня 1985, Москва) — радянський військовослужбовець, Герой Радянського Союзу, учасник десанту Ольшанського, стрілок 384-го окремого батальйону морської піхоти Одеської Військово-морської бази Чорноморського флоту, матрос. Почесний громадянин міста Миколаєва.

## Біографія
Народився 17 січня 1915 року в селі Ґміна Заполіце нині Суздальського району Володимирської області в родині селянина. Росіянин. Член ВКП (б) / КПРС з 1944 року. Освіта 7 класів. Працював завгоспом в будинку відпочинку.
У Військово-Морському флоті з 1936 року. Учасник радянсько-фінської війни 1939—1940 років.
На фронті у німецько-радянській війні з 1941 року. Брав участь в обороні Одеси і Севастополя. Влітку 1942 року матрос Павлов був поранений і евакуйований в госпіталь в місто Батумі. Після лікування неодноразово брав участь в десантних операціях. У лютому 1943 року був бійцем десантного загону Ц. Кунікова, який захопив під Новоросійськом плацдарм, названий «Малою Землею». Брав участь у численних боях на «Малій Землі».
Матрос Павлов з перших днів формування 384-го окремого батальйону морської піхоти став його бійцем. У складі батальйону восени 1943 року брав участь у визволенні міст Таганрога, Маріуполя і Бердянська.